# 阿兰·古斯
阿兰·哈维·古斯（英語：Alan Harvey Guth，1947年2月27日—）是一名美国理论物理学家、宇宙学家，麻省理工学院教授，宇宙学中暴脹模型的创立者。

## 生平
1947年，古斯出生在美国新泽西州布伦斯威克，三年后古斯一家迁到新泽西州的高地公园，古斯在那里上了中学。1964年，古斯进入麻省理工学院就读，先后获得物理学学士和硕士学位，1972年获得理论粒子物理学博士学位。随后古斯在普林斯顿大学、哥伦比亚大学、康奈尔大学和斯坦福直线加速器中心从事过一些短期工作。1979年春天，正在康奈尔大学工作的古斯听取了罗伯特·迪克的一个关于宇宙学平坦性问题的报告，从此将研究方向转向宇宙学。
1979年12月，正在斯坦福大学工作的古斯形成了有关暴脹的思想，认为宇宙在极早期（大约10-35秒到10-33秒）经历了一个短期的加速膨胀阶段，并发现视界问题和观测不到磁单极的问题都能够通过暴脹得以解决。他把这个思想称为“惊人的悟觉”。暴脹思想一经提出就在宇宙学界引起巨大轰动，古斯也因此被聘为麻省理工学院物理系的客座副教授。1981年古斯正式发表了他的第一个暴脹模型，6月转为正式副教授。
2014年3月17日，BICEP2科學家團隊宣佈在B模功率譜中可能探測到暴脹所產生的重力波。這為暴脹理論提供了強烈的證據，對於標準宇宙學來說是一項重要的發現 。可是，BICEP2團隊於6月19日在《物理評論快報》發佈的論文承認，觀測到的信號可能大部分是由銀河系塵埃的前景效應造成的，對於這結果的正確性持保留態度。必需要等到十月份普朗克衛星數據分析結果發佈之後，才可做定論。9月19日，在對普朗克衛星數據進行分析後，普朗克團隊發佈報告指出，銀河系內塵埃也可能會造成這樣的宇宙信號，但是並沒有排除測量到有意義的宇宙信號的可能性。
古斯由于对暴脹的研究而获得1996年的爱丁顿奖章和2002年的狄拉克奖章、2014年科维理奖。目前古斯在麻省理工学院担任维克多·魏斯科普夫（Victor F.Weisskopf）物理讲座教授，并继续研究暴脹模型的各种推论。

## 研究
在1978年，古思在康乃爾大學發生首度發展宇宙暴漲理論，當時他參加了美國物理學家羅伯特·迪克（Robert Henry Dicke）有關宇宙學平坦性問題的演講。迪克認為平坦性問題是宇宙大爆炸理論無法解決的難題之一。宇宙的命運取決於密度，如果密度夠大，將會坍塌成一個奇點，反之若密度低於臨界密度，宇宙會越來越大。
古思在1979年參加史蒂文·温伯格的演講，溫伯格於1974年提出了最早的SU(5)大統一理論，統一了電弱相互作用和強相互作用。在非常高溫的情況下（例如大爆炸），電磁力、強力與弱力將融合為單一一種力。
古斯提出，當早期宇宙溫度下降時，它正處於一個具有高能量密度的假真空當中，而假真空與宇宙常數的效應十分相似。極早期宇宙在降溫的時候，它處於一種過冷狀態。要從該狀態衰變出來，必須經過量子穿隧所造成的宇宙泡成核過程。真真空泡沫在假真空背景中自發形成，並迅速開始以光速膨脹。古斯意識到這一模型的問題：其再加熱過程並不正確。當宇宙泡成核時，它並沒有產生任何輻射；輻射只是在泡沫壁碰撞時才會產生。但為了解決初始條件問題，暴脹持續的時間必須足夠長，這時泡沫碰撞的機率就已經降到很低的程度。這樣的宇宙就不會充斥著輻射。
阿諾·彭齊亞斯和羅伯特·威爾遜於1964年發現宇宙微波背景輻射後，科學家發現它非常均勻，幾乎沒有變化。這種現象導致難題出現，因為宇宙中兩個相隔遙遠的區域沒有機會彼此接觸，卻仍然具有相同的溫度，這種接觸需要信息的傳遞，但是傳遞速度不能超過光速，因此這一情況成為標準大爆炸模型的難題之一。阿蘭·古斯藉由宇宙暴脹解決這項矛盾，他認為早期宇宙經歷過空間膨脹呈加速度狀態的過程，因為早期宇宙所有區域皆相互聯繫，於是宇宙膨脹之後同質化中從未斷。
1980年1月，阿蘭·古斯在SLAC國家加速器實驗室研討會公佈他對宇宙暴漲的想法，他解決大統一理論中充斥著磁單極子的問題。同年8月，他在物理評論提出論文，標題為「宇宙暴漲：一個視界問題和平坦性問題可能的解決方案。」
1981年12月，阿蘭·古斯讀到莫斯科物理學家安德烈·林德的論文，他認為整個宇宙包覆在一個泡沫內，所以沒有認為物質被泡沫壁碰撞摧毀。這個結論來自西德尼·科尔曼和埃里克·溫伯格提出的希格斯場與能量圖。
1983年，阿蘭·古斯發表論文，解釋暴脹模型。然而他仍堅持早期宇宙的空間膨脹呈加速度狀態。

## 奖项和荣誉
古斯在麻省理工學院擔任维克托·魏斯科普夫（Victor F.Weisskopf）物理講座教授，並繼續研究暴脹模型的各種推論。到目前為止，他撰寫了約60篇論文，內容包含宇宙暴漲影響及其與粒子物理之相互作用。他已經贏得許多獎項，包括國際理論物理中心獎章、1996年愛丁頓獎章、2009年艾薩克·牛頓獎章（英國物理學院頒發）。
阿蘭·古斯在2005年贏得由波士頓環球報主辦最凌亂辦公室獎，但阿蘭·古斯對於獲獎頗為自豪。

## 参阅
- 安德烈·林德
- 佐藤勝彥 (物理學家)
- 暴脹模型